# Brnistra
Brnistra (žuka; lat. Spartium junceum; sinonim Genista juncea) je monotipski biljni rod iz porodice mahunarki. Jedina je vrsta u rodu S. junceum, obična brnistra.

## Opis
Grmolika biljka, a može narasti i kao omanje stablo. Cvate žutim cvjetovima, promjera 1 – 2 cm u drugom dijelu proljeća. Cvjetovi su brojni, tako da brda obrasla brnistrom (žukom) za njena cvata poprime prekrasnu žutu boju.
Stanište joj je Mediteransko područje južne Europe, jugozapadna Azija i sjeverozapadna Afrika.
Brnistra je dosta česta u Dalmaciji, a ime grada Splita, po jednoj od teorija, vuče porijeklo iz grčkog imena ove biljke.
Nakon sazrijevanja sjemena, izboji biljke mogu se, slično kao konoplja, koristiti za proizvodnju tekstilnog vlakna. 